# Jean Marie Constant Duhamel

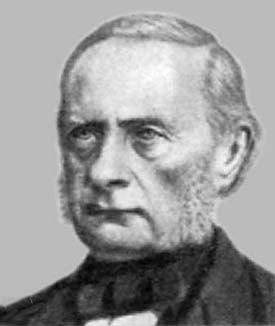
Jean-Marie Duhamel

Jean-Marie Constant Duhamel (* 5. Februar 1797 in Saint-Malo; † 29. April 1872 in Paris) war ein französischer Mathematiker und Physiker.

## Leben
Duhamel besuchte die Polytechnische Schule in Paris, wo er seit 1834 als Lehrer tätig wurde. 1851 wurde er Professor der Mathematik an der Universität von Paris.
Duhamel entdeckte, dass man einen Bleistift so mit einer Stimmgabel kombinieren konnte, dass dieser die Vibrationen der Stimmgabel als Wellenlinie wiedergab. Er leistete damit Vorarbeit auf dem Gebiet der Tonaufnahme.
Duhamel forschte auf dem Gebiet der Partiellen Differentialgleichungen. Das Duhamel-Prinzip geht auf ihn zurück. Er veröffentlichte insbesondere Arbeiten zur Wärmelehre und der analytischen Mechanik.
Am 28. Dezember 1840 wurde er in die Académie des sciences in Paris aufgenommen. Seit 1847 war er korrespondierendes Mitglied der Preußischen Akademie der Wissenschaften und seit 1859 der Russischen Akademie der Wissenschaften in Sankt Petersburg. Die Königlich Dänische Akademie der Wissenschaften nahm ihn 1867 als auswärtiges Mitglied auf.
Der Asteroid (19617) Duhamel wurde am 9. März 2001 nach ihm benannt.

## Schriften
- Cours d’Analyse. 2 Bände (1840–42)
- Elements du calcul infinitésimal. 2 Bände (1874)
- Lehrbuch der analytischen Mechanik. Dt. hrsg. von Oskar Schlömilch. – 2. gänzl. umgearb. Aufl. d. Eggers'schen Übers., 1. Repr. New York: Johnson, 1968. – Getr. Zählung. (Bibliotheca mathematica; 37). (Bibliotheca mathematica Teubneriana; 37). Repr. der zweibd. Ausg., Leipzig 1858, in einem Bd. Originaltitel: Cours de mécanique (dt.)